# A két jó madárka
A két jó madárka, második szinkronban Harley és Mérges (eredeti cím: Harley and Ivy) a Batman: A rajzfilmsorozat első évadjának negyvenhetedik része. Amerikában 1993. január 18-án mutatták be.

## Cselekmény
Joker és Harley Quinn egy újabb bűntény után Batman elől menekül, és Jokernek alkalma nyílik lelőnie ellenfelét. Harley azonban rossz pisztolyt ad oda neki, így elszalasztja a nagy lehetőséget. Rejtekhelyükre visszaérve Joker éktelen haragra gerjed, és kidobja Harleyt, mondván csak akadályozza őt. Harley sértettségében megfogadja, hogy ezúttal egymaga fog véghez vinni egy nagy balhét, és akkor majd Joker is belátja, hogy tévedett.
Úgy tervezi, hogy egy igen nagy értékű gyémántot lop el a Gothami Történelmi Múzeumból, azonban Méregcsók ugyanebben az időben pont ugyanonnan tervezi az értékes védett növények elrablását. A két nő végül együtt menekül a rendőrök elől, és hamar barátságot kötnek, majd ezentúl ketten járnak bűnözni az éjszakában.
Eközben Jokernek a maga módján hiányzik Harley, a rejtekhelye a nő hiányában kész káosszá változik. Mikor megtudja egy újságcikkből, hogy Harley nélküle is boldog és sikeres ismét őrjöngeni kezd, és nekiáll felkutatni a lányt. Harley szintén boldogtalan Joker nélkül, és egyik éjjel titokban felhívja, ami segít Jokernek abban, hogy megtalálja.
Ezzel egyidőben Batman is megérkezik a két nő búvóhelyére, ők azonban elkapják, leláncolják, és a mérgező anyagokat tartalmazó folyóba lökik. Közben bent a házban már megérkezett Joker és bandája, hogy a rengeteg zsákmányt, és Harleyt elvigyék. Harley megörül Jokernek, azonban félti új barátnőjét főnöke haragjától. Batman időközben kiszabadul, és mindhármójukat elkapja, majd az Arkham Elmegyógyintézetbe viteti őket.
Az epizód végén Joker megesküszik, hogy soha többé nem fog együtt dolgozni nőkkel.

## Szereplők
| Szereplő             | Eredeti hang    | Magyar hang        | Magyar hang        |
| Szereplő             | Eredeti hang    | 1. magyar változat | 2. magyar változat |
| -------------------- | --------------- | ------------------ | ------------------ |
| Batman / Bruce Wayne | Kevin Conroy    | Rosta Sándor       | Sótonyi Gábor      |
| Harvey Bullock       | Robert Costanzo | Melis Gábor        | Várkonyi András    |
| James Gordon         | Bob Hastings    | Szokolay Ottó      | Forgács Gábor      |
| Alfred Pennyworth    | Clive Revill    | Makay Sándor       | Makay Sándor       |
| Joker                | Mark Hamill     | Kassai Károly      | Háda János         |
| Harley Quinn         | Arleen Sorking  | Farkasinszky Edit  | Mahó Andrea        |
| Méregcsók            | Diane Pershing  | Csere Ágnes        | Urbán Andrea       |

## Érdekességek
- Mikor a mérgező gázokat tartalmazó anyagokkal teli búvóhelyükre érnek, Méregcsók egy ellenszert ad be Harleynak, amiről később kiderül, hogy növelte annak kitartását és erejét.
- Bár Méregcsók mérges Harleyra, amiért az annyira ragaszkodik Jokerhez a barátság a történet további részében is megmarad köztük.
- Méregcsók inmunis a mérgekre, így Joker nevetést okozó gáza sem hatott rá.